# Mörttjärnen (Orsa socken, Dalarna)
Mörttjärnen är en sjö i Orsa kommun i Dalarna och ingår i Dalälvens huvudavrinningsområde. Sjön har en area på 0,0611 kvadratkilometer och ligger 262 meter över havet.

## Delavrinningsområde
Mörttjärnen ingår i det delavrinningsområde (680767-145773) som SMHI kallar för Mynnar i Orsälvens vattendragsyta. Medelhöjden är 274 meter över havet och ytan är 12,37 kvadratkilometer. Räknas de 22 avrinningsområdena uppströms in blir den ackumulerade arean 118,22 kvadratkilometer. Finnsjöån som avvattnar avrinningsområdet har biflödesordning 3, vilket innebär att vattnet flödar genom totalt 3 vattendrag innan det når havet efter 398 kilometer. Avrinningsområdet består mestadels av skog (75 procent). Avrinningsområdet har 0,61 kvadratkilometer vattenytor vilket ger det en sjöprocent på 4,9 procent.